# Răzvan Florea
Răzvan Ionuț Florea (ur. 29 września 1980 w Konstancy) – rumuński pływak specjalizujący się w stylu grzbietowym. Brązowy medalista olimpijski z Aten, czterokrotny medalista mistrzostw Europy (trzykrotny na basenie 50 m, jednokrotny na basenie 25 m), wielokrotny uczestnik mistrzostw świata.

## Przebieg kariery
Na arenie międzynarodowej zadebiutował w 1999 roku, startując na mistrzostwach Europy w Stambule, gdzie zajął 6. pozycję w konkurencji 200 m st. grzbietowym, a zespół z jego udziałem zajął 5. pozycję w konkurencji 4 × 200 m st. dowolnym. Na rozgrywanych w Atenach mistrzostwach globu na krótkim basenie zajął 24. pozycję w konkurencji 100 m st. grzbietowym (tym samym odpadając w eliminacjach) oraz 8. pozycję na dystansie 200 m tym samym stylem. Był uczestnikiem mistrzostw Europy w Helsinkach, gdzie między innymi wywalczył 5. pozycję w zawodach w konkurencji 200 m st. grzbietowym.
W czasie igrzysk olimpijskich w Sydney wystąpił w trzech konkurencjach. Indywidualnie przystąpił do rywalizacji w konkurencjach 100 i 200 m st. grzbietowym, gdzie zajął w tabeli wyników odpowiednio 21. i 6. pozycję (uzyskując czasy odpowiednio 56,35 i 1:59,05). W sztafecie zaś wystąpił w konkurencji 4 × 200 m st. dowolnym, gdzie rumuński zespół zajął 9. pozycję z czasem 7:24,06 i odpadł w eliminacjach.
Uczestniczył na mistrzostwach Europy w Berlinie oraz mistrzostwach świata rozgrywanych w Barcelonie, gdzie najlepiej radził sobie w konkurencji 200 m st. grzbietowym, zajmując odpowiednio 5. i 7. pozycję. W 2004 został wicemistrzem Europy w swej koronnej konkurencji (200 m st. grzbietowym).
Na igrzyskach olimpijskich w Atenach udało mu się wywalczyć brązowy medal olimpijski w konkurencji 200 m st. grzbietowym – w finale zawodów uzyskał czas 1:57,56. Brał także udział w konkurencji 100 m tym samym stylem pływackim, ale odpadł w półfinale, znajdując się w końcowej tabeli wyników na 10. pozycji z rezultatem czasowym 55,27.
W 2005 był bardzo blisko brązowego medalu w konkurencji 200 m st. grzbietowym, zawody w tej konkurencji zakończył na 4. pozycji, tracąc do trzeciego Ryana Lochtego zaledwie 0,03 sekundy (Rumun uzyskał czas 1:57,03). Rok później został brązowym medalistą mistrzostw Europy zarówno na basenie 25-, jak i 50-metrowym w tej samej konkurencji (200 m st. grzbietowym). W 2008 wywalczył trzeci medal mistrzostw Europy na basenie 50 m – to brązowy medal w konkurencji 200 m st. grzbietowym.
W czasie letnich igrzysk olimpijskich w Pekinie wystąpił w trzech konkurencjach. Indywidualnie wystartował w dwóch konkurencjach rozgrywanych st. grzbietowym: na dystansie 100 m odpadł w eliminacjach, zajmując w tabeli wyników 20. pozycję z czasem 54,89 a na dystansie 200 m awansował do finału, gdzie zajął 7. pozycję z rezultatem czasowym 1:56,52. Był również w ekipie, która wystąpiła w konkurencji 4 × 100 m st. zmiennym i ostatecznie zajęła 13. pozycję z czasem 3:38,00.

## Rekordy życiowe
| Konkurencja               | Data             | Miejsce             | Rezultat   |
| Basen 50 m                | Basen 50 m       | Basen 50 m          | Basen 50 m |
| ------------------------- | ---------------- | ------------------- | ---------- |
| 50 m stylem dowolnym      | 10 czerwca 2009  | Canet-en-Roussillon | 24,11      |
| 50 m stylem grzbietowym   | 1 czerwca 2009   | Bukareszt           | 25,31      |
| 100 m stylem grzbietowym  | 2 sierpnia 2009  | Rzym                | 54,45      |
| 200 m stylem grzbietowym  | 14 sierpnia 2008 | Pekin               | 1:56,45    |
| 4 × 200 m stylem dowolnym | 19 września 2000 | Sydney              | 7:24,06    |
| 4 × 100 m stylem zmiennym | 2 sierpnia 2009  | Rzym                | 3:37,57    |
| Basen 25 m                |                  |                     |            |
| 50 m stylem motylkowym    | 26 marca 1994    | Paryż               | 24,28      |
| 100 m stylem motylkowym   | 27 grudnia 1994  | Reunion             | 52,96      |
| 200 m stylem zmiennym     | 12 sierpnia 2015 | Auckland            | 2:29,19    |

Źródło: 